# Aiguille du Midi
Aiguille du Midi (3842 m / 12.605 ft) là một ngọn núi trong khối núi Mont Blanc tại dãy núi Alps của Pháp.

## Tên gọi
Cái tên "Aiguille du Midi" dịch ra là kim của le Midi. Khu vực phía Nam của Pháp được thông tục gọi là le Midi, một khu vực địa lý được xác định bao gồm các vùng của nước Pháp giáp Đại Tây Dương ở phía nam của Marais Poitevin, Tây Ban Nha, Địa Trung Hải, và Ý.

## Cáp treo
Cáp treo lên đỉnh núi, Téléphérique de l'Aiguille du Midi, được xây dựng vào năm 1955 và giữ được danh hiệu cáp treo cao nhất thế giới trong khoảng hai thập kỷ qua. Ngày nay nó vẫn giữ kỷ lục là cáp treo đi lên thẳng đứng cao nhất thế giới, từ 1035 m đến 3842 m. Có hai phần: từ Chamonix để lên Plan de l'Aiguille tại độ cao 2317 m và sau đó trực tiếp, mà không có bất kỳ cột trụ đỡ nào. đến trạm trên ở 3.777 m (tòa nhà bao gồm thang đến đỉnh). Nhịp của phần thứ hai có chiều dài đo trực tiếp là 2.867 m (1.781 dặm), nhưng chỉ dài 2.500 m (1,6 mi) tính theo chiều ngang.